# Splot żylny pęcherzowy

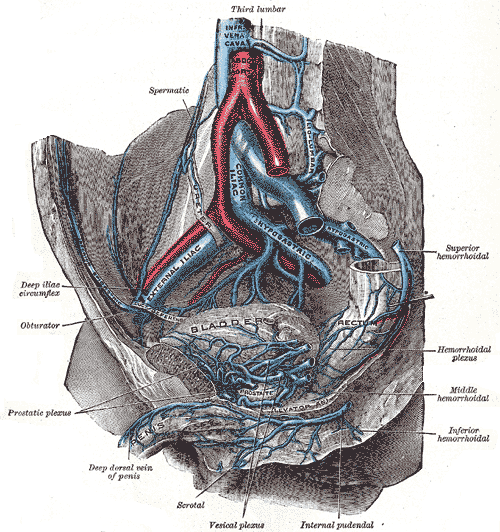
Żyły prawej połowy miednicy mężczyzny. Splot żylny pęcherzowy podpisany Vesical plexus

Splot żylny pęcherzowy (łac. plexus venosus vesicalis) – splot żylny zbierający krew z tylnej i dolnej części pęcherza moczowego powstający z żył ściany pęcherza moczowego i z którego krew uchodzi do żyły biodrowej wewnętrznej. U mężczyzny jest on największym splotem żylnym miednicy. 

## Przebieg
Splot żylny pęcherzowy formuje się w ścianie pęcherza moczowego splotem błony śluzowej i splotem mięśniowym, z których wychodzące żyły otaczają oba boki dna pęcherza moczowego i górną część gruczołu krokowego  i poprzez żyły pęcherzowe górne i dolne, które uchodzą do żyły biodrowej wewnętrznej. 

## Dopływy

### Dopływy u mężczyzny
- żyły nasieniowodu

### Dopływy u kobiety
- częściowo żyła grzbietowa łechtaczki

## Zespolenia

### Zespolenia u mężczyzn
- od tyłu
  - splot żylny odbytniczy
- od dołu 
  - splot żylny sterczowy

### Zespolenia u kobiet
- od tyłu 
  - splot żylny maciczny
- od dołu
  - splot żylny pochwowy

## Zastawki
Splot żylny pęcherzowy ma liczne zastawki. 